# Maître de Francfort
Le Maître de Francfort est un artiste peintre flamand de la Renaissance, né à Anvers vers 1460, mort en 1533, également à Anvers. Il y est actif entre 1480 et 1518 et a dirigé un important atelier. Il est parfois identifié au peintre Hendrik van Wueluwe. Son nom de convention ne vient pas de son origine, mais du fait que ses œuvres les plus importantes ont été commandées pour des institutions ou par des commanditaires de Francfort.

## Biographie et style

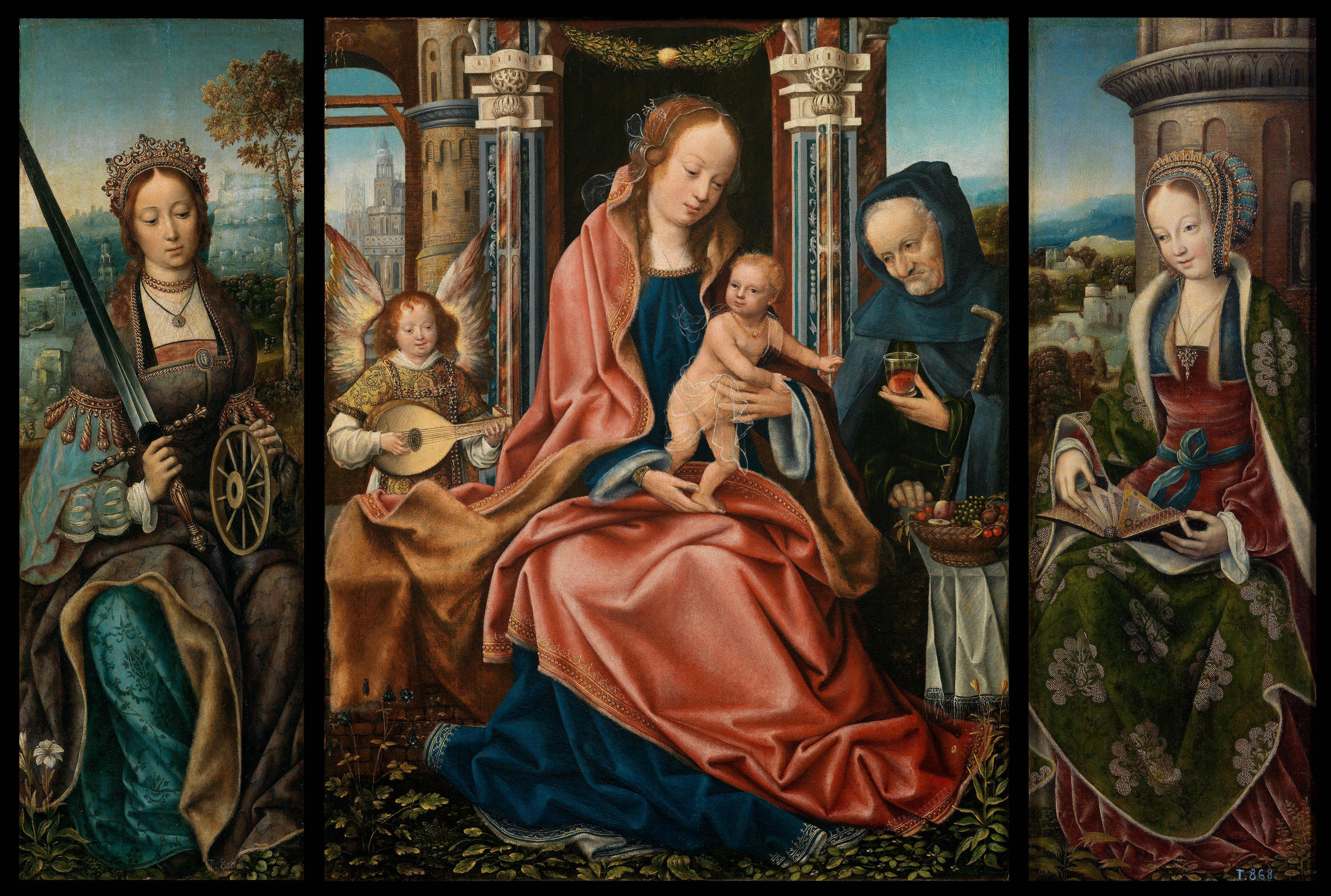
Sainte famille avec anges, saintes Catherine et Barbe (1510-1520), musée du Prado, Madrid.

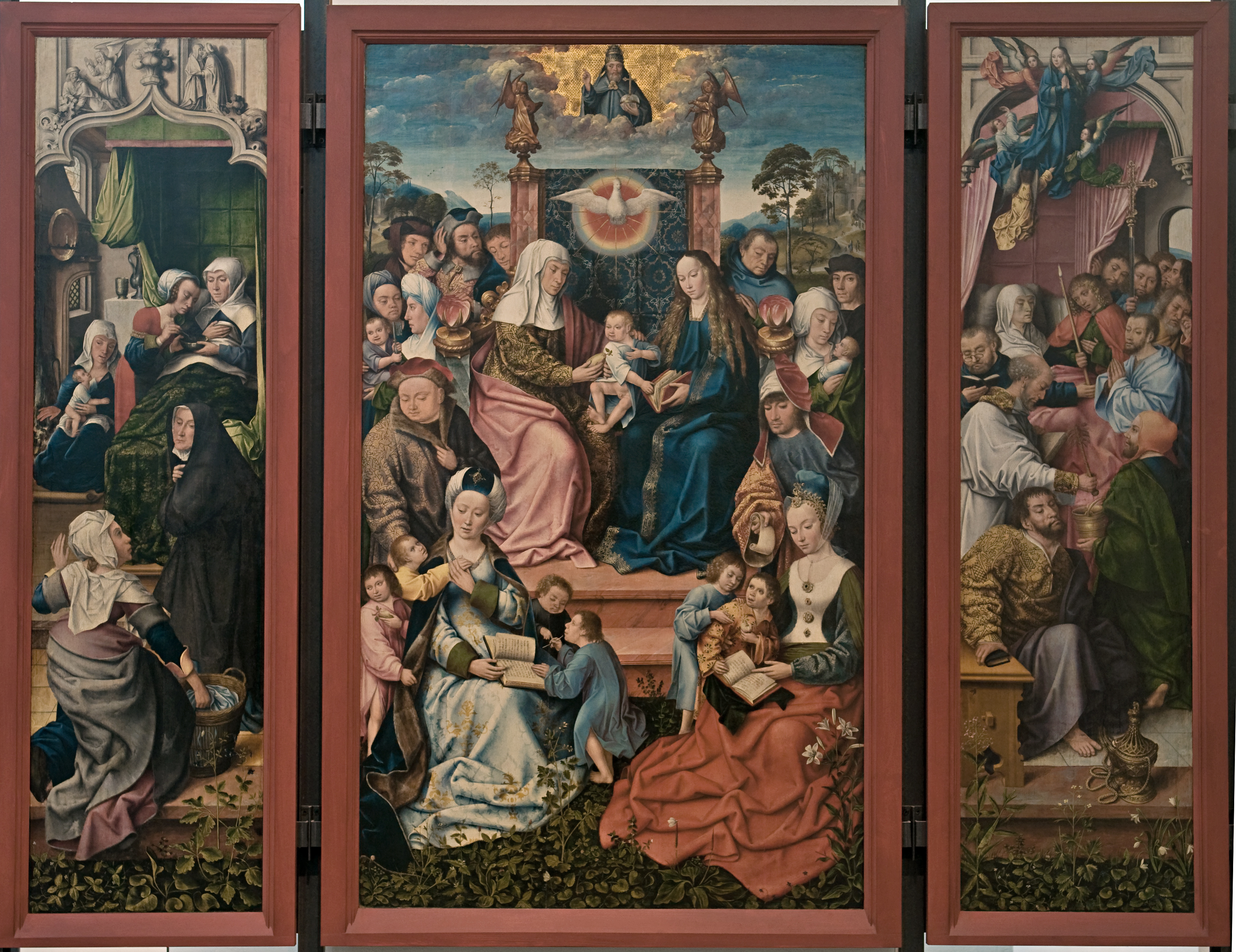
Annenaltar ou retable de sainte Anne (1504), musée historique de Francfort.

L'autoportrait de l’artiste avec son épouse porte l'inscription « 36 + 1496 + 27 », dont on déduit qu'il est daté de 1496, et que l'artiste a alors 36 ans et son épouse 27 ans. Le tableau comporte les armoiries de la guilde des peintres d'Anvers et indique que le maître y était actif. Il est parfois identifié au peintre Hendrik te Wueluwe qui était à l'époque un artiste célèbre à Anvers et qui est documenté depuis 1483, où il est admis comme maître peintre, jusqu'à sa mort en 1533. On ne connait aucune de ses œuvres, mais on sait qu'il a été six fois à la tête de la guilde des peintres, la guilde de Saint-Luc. Si les deux artistes sont la même personne, cela confirmerait l'appartenance du Maître de Francfort à la guilde. Mais ces dates, et le fait que Jan van Wuelewe, fils de Hendrik, est accepté comme maître peintre à Anvers en 1503, suggèrent que le Maître de Francfort était légèrement plus jeune.
Parmi les clients du Maître de Francfort figurent des marchands, la bourgeoisie aisée d'Anvers, les membres de la Maison de Habsbourg et de l'église des dominicains à Francfort. Max Friedländer a nommé ce maître d'après deux retables à Francfort, réalisés autour de 1500-1506. Il s'agit du retable de sainte Anne (« Annenaltar ») ou de la Sainte Parenté de l'église dominicaine de Francfort, qui se trouve maintenant au musée historique de Francfort, et du retable de la crucifixion (« Kreuzigungsretabel ») ou triptyque Humbracht, réalisé pour Klaus Humbracht (1440-1504), bourgeois de la ville, provenant probablement de l'église franciscaine des « Barfüsser » (nu-pieds) de Francfort (reconstruite maintenant comme église Saint-Paul de Francfort), qui est conservé au musée Städel de Francfort. Il est possible que l'artiste n'ait jamais séjourné à Francfort.
Contrairement à celle de ses contemporains tels que Quentin Metsys (1466-1530) ou Joos van Cleve (vers 1485-1540), l'œuvre du Maître de Francfort est moins influencée par le maniérisme que par le naturalisme de la peinture flamande du XVe siècle. Elle se rapproche des œuvres de Jan van Eyck ( à 1390-1441), Robert Campin (vers 1378-1444), Rogier van der Weyden (vers 1400-1464), et surtout de Hugo van der Goes (1440-1482) dans la présentation de foules de personnages qui peuplent ses nombreuses scènes religieuses : personnages trapus, robustes, terre-à-terre.
L'artiste et son atelier ont été très productifs. Parmi les quelque deux-cent cinquante tableaux recensés sous son nom, Stephen H. Goddard en attribue cent trente-et-un à l’artiste et à son atelier, dont trente-et-un de la main du maître,.

## Œuvres profanes
Parmi ces nombreuses œuvres, beaucoup ont des thèmes religieux, mais il y a également des tableaux profanes, et ce sont parfois les plus remarquables par leur originalité.

### Allégorie de l'amour

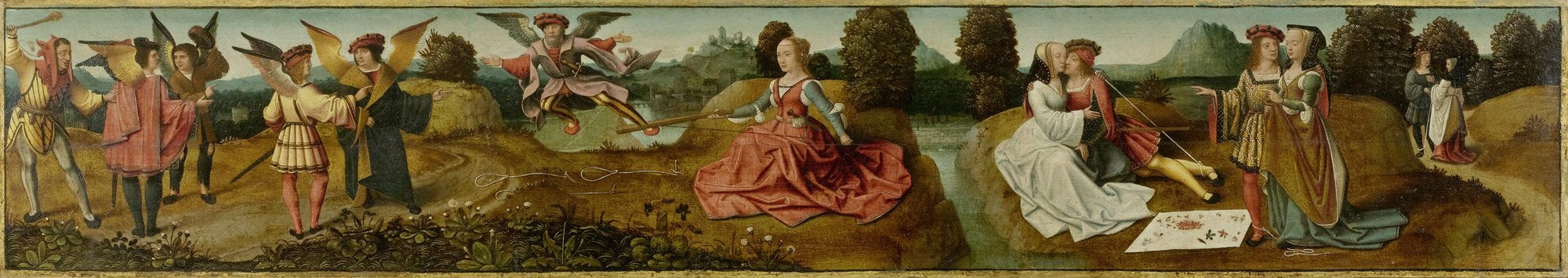
Allégorie de l’amour, collection particulière.

L'allégorie de l'amour est un thème que l'on retrouve souvent dans la littérature et les manuscrits de l'époque. Dans un vaste paysage, des femmes ont posé des pièges en forme de lacets pour capturer des hommes et leur amour. Le tableau symbolise le pouvoir des femmes sur les hommes; ceux-ci sont encore libres, dotés d'ailes, sur la partie gauche du tableau, alors que dans la partie droite, séparée par un fossé profond du reste du paysage restant, ils apparaissent profondément enlacés.
Un fou, tout à gauche du tableau, incite les hommes ailés venant de différentes couches de la société, nobles ou mendiants comme nobles, à succomber à l’amour. Deux des hommes montrent la scène au centre de l'image où une femme est sur le point de capturer un homme volant, et ainsi démontrent leur prise de conscience des dangers de l'amour. Dans la partie droite du tableau trois couples se trouvent dans un jardin d'amour. Les hommes ont perdu leurs ailes, leurs pièges ne sont pas délacés.
Le thème du jardin de l'amour était très populaire à l'époque et a été généralement représenté dans un format horizontal étiré, car il l'a souvent servi de décoration des coffres de mariage. Le panneau proposé ici a donc bien pu servir de spalliera, la partie supérieure de l'ornement d'un coffre de mariage(cassone dans l’art florentin), ou d'ornement d'un instrument à clavier, comme un clavicorde.

### Schützenfest

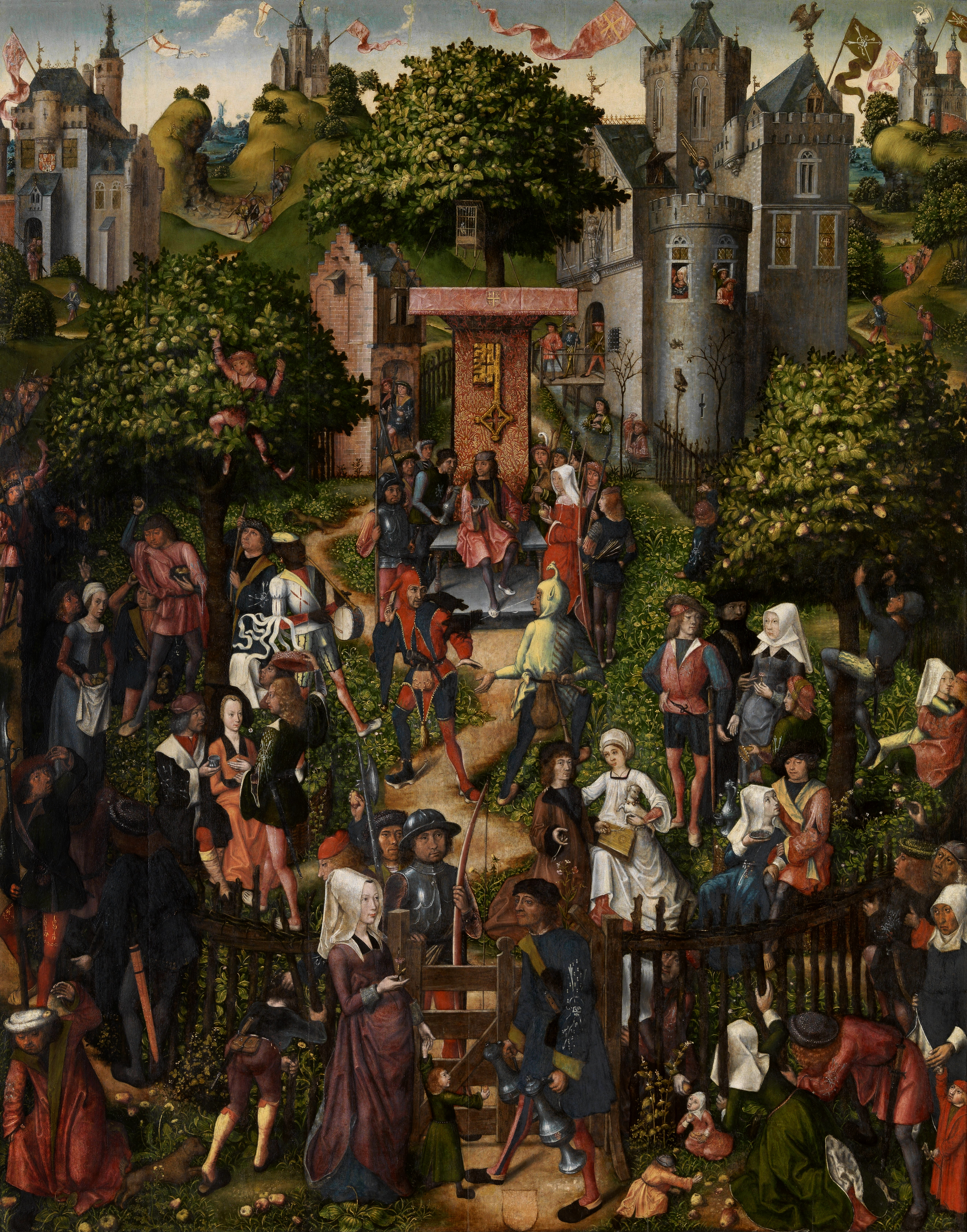
Fête des archers (1493), musée royal des beaux-arts d'Anvers.

Le Schützenfest ou Fête des archers est un autre des rares tableaux de cette époque avec un sujet non religieux. Le grand panneau (176 × 141 cm) montre un jardin luxuriant entouré d'une clôture, dont jouissent quelques dizaines de membres de la guilde des archers d'Anvers avec leurs femmes qui s'y retrouvent pour un évènement social. À l'entrée du jardin, un couple accueille les invités, l'homme tient deux cruches métalliques dans lesquels se trouvent peut-être les boissons du verre de bienvenue. C'est une fête de la schutterij, association des arbalétriers qui est une sorte de confrérie militaire, une milice citoyenne destinée à la protection d'une ville. Au milieu du jardin se trouve un jeune homme riche sous un dais qui porte en emblème une grande clé. Il semble présider à la fête et est entouré par un certain nombre de gardes armés. Devant lui, deux bouffons dansent sur la musique d'un musicien noir. La comparaison avec d'autres œuvres du XVe siècle montre que la danse est une « moresca » ou « danse des Maures », danse alors populaire. À côté, une femme présente un panier de pommes. Des garçons sont en train de se servir dans les pommiers. Les participants sont par couples, habillés soigneusement et richement, jeunes. Une femme en blanc porte son petit chien et entoure affectueusement un homme qui regarde le spectateur, et qui est peut-être le Maître de Francfort. Plus loin, un couple s'embrasse. La fête attire l'attention de nombreux spectateurs de tout âge qui s'agglutinent devant la clôture. Il semble aussi que des spectateurs ou des participants affluent depuis les châteaux-forts des environs.

## Œuvres religieuses
| Image | Titre                                                                   | Date               | Dim.                                                        | Lieu d’exposition                       |
| --- | ----------------------------------------------------------------------- | ------------------ | ----------------------------------------------------------- | --------------------------------------- |
| | Annenaltar ou Retable de sainte Anne                                    | 1504               | 126 × 212 cm                                                | Musée historique de Francfort           |
| Note : créé pour le monastère des dominicains de Francfort, le tableau est acheté par Carl Theodor von Dalberg lors de la sécularisation, et donné à la société du musée. Le panneau central représente la sainte Parenté, c'est-à-dire la famille des enfants et petits-enfants d'Anne et de ses trois époux. Les panneaux latéraux présentent la naissance de la Vierge (à gauche) et sa mort (à droite). |                                                                         |                    |                                                             |                                         |
| | Sainte Odile et sainte Cécile                                           | 1503–1506          | 113 × 67,9 cm                                               | Musée historique de Francfort           |
| Note : ces panneaux forment une partie de l'extérieur du retable de sainte Anne. Le retable fermé comportait quatre tableaux, chacun représentant un couple de saints : Agnès et Lucile, Martin de Tours et Valentin, Joseph avec l'Enfant et Grégoire le Grand, Odile et Cécile. Ils sont rendus en grisaille. |                                                                         |                    |                                                             |                                         |
| | Sainte famille avec anges, saintes Catherine et Barbe                   | 1510-1520          | 78 × 60 cm (Panneau central) 79 × 27 cm (Panneaux latéraux) | Musée du Prado                          |
| Note : le panneau central, auparavant au couvent dominicain de Ségovie, a été acquis en 2008 et complète ainsi le triptyque séparé depuis 1836,. |                                                                         |                    |                                                             |                                         |
| | Sainte Anne Trinitaire                                                  | 1509               |                                                             | Musée Suermondt-Ludwig                  |
| Note : des nombreuses variantes sur le thème de la sainte Anne trinitaire, cette version est le panneau central d'un triptyque de sainte Anne conservé dans le Suermondt-Ludwig-Museum à Aix-la-Chapelle. Les panneaux latéraux sont du Maître de Delft. Dans l'esprit de la fin de la tradition médiévale, le bord avant du jardin est couvert d'un tapis de fleurs et de plantes. Au-dessus de la scène familiale s'élève dans le ciel, et dans un contexte de trinitaire dans le ciel, une scène avec le Fils de Dieu dans une auréole, la colombe du Saint-Esprit et Dieu le Père |                                                                         |                    |                                                             |                                         |
| | Adoration de l'Enfant Jésus                                             | 1498 ou postérieur | 58,1 × 40,1 cm                                              | Metropolitan Museum of Art              |
| Note : Le panneau est en très bon état après une restauration en 1958. Le tableau montre le nouveau-né nu dans une sorte de mangeoire, à l’intérieur du palais de David en ruines. Plusieurs anges dans ces tableaux ont des cheveux partant de leur tête comme chargés d’électricité statique comme ceux de Gabriel dans l'Annonciation du retable de Kalkar, par Jan Joest. Même s’il n’y a pas d’éclairage autre que le jour, la composition et la couleur du ciel suggèrent une Nativité nocturne. Une autre Nativité du Maître est au musée des beaux-arts de Valenciennes.      |                                                                         |                    |                                                             |                                         |
| | Vierge à l'Enfant dans un paysage                                       | 1514               | 77 × 46 cm                                                  | Musée du Louvre                         |
| Note : Marie tend à Jésus enfant une rose, signe de l'amour divin. Muret, gazon et fleurs (violettes) font allusion au thème marial du jardin fermé, symbole de la pureté sacrée de la Vierge, Marie mère de Dieu. Bonne copie ancienne plutôt qu'original, d'une composition archaïsante marquée par le Maître de Flémalle. |                                                                         |                    |                                                             |                                         |
| | Vierge et l'Enfant couronnée par deux anges                             | vers 1490          |                                                             | Musée national de Varsovie              |
| Note :La Vierge allaite l’Enfant. Joseph est relégué dans un bâtiment annexe |                                                                         |                    |                                                             |                                         |
| | Sainte famille avec des anges musiciens                                 | (vers 1515),       | 156,2 × 155,9 cm                                            | Walker Art Gallery, Liverpool           |
| Note : Ce tableau est le panneau central d'un triptyque dont les côtés latéraux représentent sainte Catherine et sainte Barbe, au Mauritshuis. |                                                                         |                    |                                                             |                                         |
| | Sainte Catherine et sainte Barbe                                        | 1510-1520          | 158,7 × 70,8 cm (chaque panneau)                            | Mauritshuis                             |
| Note :Panneaux latéraux, dans un style flamboyant |                                                                         |                    |                                                             |                                         |
| | La Sainte famille                                                       | vers 1508          | 76 × 57 cm                                                  | Musée Thyssen-Bornemisza, Madrid        |
| Note : La composition paisible représente un épisode de l'enfance du Christ et intègre divers éléments symboliques. Marie occupe le centre de la composition. Joseph offre au Christ une pomme, symbole du péché originel. Malgré le message qu'il véhicule, l'image est contemporaine de son temps avec un nouvel accent mis sur la laïcité dans la composition, les poses et les objets détenus par les personnages. L'artiste ne domine pas entièrement la diminution des plans dans la profondeur picturale.                                                                      |                                                                         |                    |                                                             |                                         |
| | Vierge et l'Enfant sur un trône                                         | 1515-1520          | 78,3 × 56,3 cm                                              | Walters Art Museum, Baltimore, Maryland |
| Note : Marie est à la fois reine du ciel et mère attentionnée. Le traitement gracieux mais encore conservateur de la Vierge ne s'aligne pas à la nouvelle perception du corps humain du XVIe siècle rendue dans la peinture italienne de cette époque. Cependant, l'architecture complexe et fantaisiste suggère un cadre royal qui n'est pas dans le style gothique tardif avec arcs brisés caractéristiques d'Anvers à l'époque, mais fait plutôt appel à des motifs de l'architecture romaine, tels que le motif en forme de coquille derrière la Vierge, alors en vogue en Italie |                                                                         |                    |                                                             |                                         |
| | Vierge et l'Enfant sur un trône                                         |                    | 72,4 × 58,7 cm                                              | Detroit Institute of Arts               |
| Note : Ce panneau, de mêmes dimensions que celui de Baltimore, représente Marie et l'Enfant sur un trône flamboyant tout à fait italien, dans un cadre où la perspective géométrique est tentée, même si les personnages de l’arrière-plan sont trop petits. Le trône est drapé d'un brocart doré, surmonté d'un motif en forme de coquille, portant un blason. |                                                                         |                    |                                                             |                                         |
| | Panneau de l'Épiphanie                                                  |                    | 159 × 212,5 cm                                              | Musée royal des beaux-arts d'Anvers     |
| Note : Le panneau central de ce grand triptyque est inspiré par l'épiphanie Monforte de Hugo van der Goes à Berlin (Staatliche Museen Preussischer Kulturbesitz). |                                                                         |                    |                                                             |                                         |
| | Volets latéraux de l'Épiphanie                                          |                    | 159 × 99 cm                                                 | Musée royal des beaux-arts d'Anvers     |
| Note : On suppose que les volets latéraux sont aussi basés sur les volets, aujourd'hui perdus, du retable de van der Goes. Peint avec l'atelier. |                                                                         |                    |                                                             |                                         |
| | Sainte Anne Trinitaire, avec Dieu le Père et la colombe du Saint-Esprit | 1511-1515          | 72,5 × 56,7 cm                                              | National Gallery of Art                 |
| Note : sainte Anne trinitaire, avec Dieu le Père et la colombe du Saint-Esprit. Les tissus et les drapés sont rendus avec soin. L'arrière-plan montre un paysage avec village et château fort. |                                                                         |                    |                                                             |                                         |
| | Triptyque avec le baptême du Christ                                     | 1500-1520          | 169,2 × 213,5 cm                                            | Musée national d'art de Catalogne, MNAC |
| Note : Baptême du Christ par Jean-Baptiste. Dans un nuage, Dieu le Père, la colombe du Saint-Esprit, et une banderole avec l'inscription latine « Ceci est mon fils... ». Le volet gauche montre saint Michel terrassant le démon, et portant la balance du jugement dernier. Le volet droit contient une représentation de François d'Assise, avec ses stigmates et sa vision du Christ. |                                                                         |                    |                                                             |                                         |
| | Mariage mystique de saint Catherine avec saints et anges                | 1500-1510          | 70 × 48 cm                                                  | Musée d'art de San Diego                |
| Note : Triptyque avec au centre le mariage mystique de saint Catherine symbolisé par l'anneau qu'elle présente. En face, saint Barbe lisant. Catherine est richement vêtue d'une robe dorée. Sur les panneaux latéraux, deux anges musiciens. |                                                                         |                    |                                                             |                                         |

## Autres œuvres
- Triptyque de la Crucifixion (triptyque Humbracht) panneau central 118,3 × 77,3 cm, volets 128 × 45 cm BALaT, au Musée Städel de Francfort

- Adoration des bergers, Musée de Valenciennes;
- Déploration Norton Museum of Art, West Palm Beach, Floride;
- Sainte Barbe et Sainte Catherine The McNay Museum, San Antonio, Texas;
- Vierge à l'Enfant avec Jean Baptiste, sainte Catherine et le donateur avec saint Pierre (vers 1496) Queensland Art Gallery, Brisbane, Australie.